# Don Bradman
Sir Donald George Bradman (27/08/1908 – 25/02/2001, biệt danh: The Don) là vận động viên môn cricket người Úc.

## Đời tư
Bradman kết hôn với Jessie Martha tại Burwood, Sydney vào ngày 30 tháng 4 năm 1932.